# HK32
Bei der HK32 handelte es sich um Anfang der 1970er-Jahre gefertigte Prototypen für eine Weiterentwicklung des Sturmgewehres H&K G3.

## Modellvarianten
- HK32A2, feste Holz- bzw. Kunststoffschulterstütze
- HK32A3, Metallschulterstütze
- HK32KA3, Metallschulterstütze, kurzer Lauf

Gehäuse, Visierung, Griffstück und Metallschulterstütze waren mit dem G3 identisch. Es wurden Kurvenmagazine aus Stahlblech verwendet, die mit den sowjetischen AK-47-Magazinen baugleich waren. Daher wurde diese Waffe auch im sowjetischen Kaliber 7,62 × 39 mm gefertigt. Es ist davon auszugehen, dass das Gewehr ähnlich wie Armalites Ar47-Projekt für Einsätze hinter feindlichen Linien gedacht war. Laut Wollert/Lidschun Schützenwaffen heute wurden diese Waffen allerdings als reine Exportwaffen für Staaten mit dem Ordonnanzkaliber 7,62 × 39 mm (z. B. Ägypten) produziert.
Die Waffe ist nie über den Prototyp hinaus entwickelt worden, da sich der Hersteller auf Waffen mit NATO-Kalibern konzentrierte. Aus dieser Überlegung resultierten dann unter anderem Waffen wie das HK33, das HK53, das HK G41 sowie in den 1990er-Jahren dann das HK G36.
Das KA3 hatte einen 340 mm langen Lauf. Durch Einschieben der Schulterstütze konnte die Länge der Waffe zwischen 645 mm und 853 mm variiert werden.